# 漆紫穂子
漆 紫穂子（うるし しほこ、1961年 - ）は、日本の教育者。品川女子学院理事長。
高祖父は漆昌巌。曽祖母は品川女子学院創立者の漆雅子。

## 経歴
1961年東京都品川区生まれ。東京都立日比谷高等学校、中央大学文学部卒業。1985年早稲田大学教育学部国語国文学専攻科修了。2019年早稲田大学大学院スポーツ科学研究科修士課程修了。
調布中学校・高等学校（現：田園調布学園中等部・高等部）の国語教員を経て、1989年より品川女子学院に勤務。2006年に校長就任、2017年より理事長を務める。
2014年9月より教育再生実行会議委員。
趣味はトライアスロン。2012年国際トライアスロン連合世界選手権スペイン大会・2017年カナダ大会エイジ部門日本代表。

## テレビ出演
- 日経スペシャル カンブリア宮殿（テレビ東京）- 品川女子学院 校長として出演。
  - 「やる気のスイッチを入れる極意！教えます」（2008年11月24日、テレビ東京）[9]
  - カンブリア宮殿 大忘年会 もう貧乏はイヤだ！ 狙うぞ、一発逆転スペシャル（2010年12月31日、テレビ東京）[10]

## 著書
- 『女の子が幸せになる子育て 未来を生き抜く力を与えたい』（2008年11月22日、かんき出版）ISBN 9784761265656
  - 『女の子が幸せになる子育て 未来を生き抜く力を与えたい』（2020年4月11日、大和書房 だいわ文庫）ISBN 9784479308119
- 『女の子が幸せになる授業 28プロジェクト 28歳で輝く女性になる！和の心得レッスン』（2010年11月22日、小学館）ISBN 9784093881609
- 『女の子の未来が輝く子育て 娘も親も幸せになる7つのレッスン』（2013年3月7日、朝日新聞出版）ISBN 9784023311275
- 『伸びる子の育て方』（2013年11月25日、ダイヤモンド社）ISBN 9784478023990
- 『働き女子が輝くために28歳までに身につけたいこと』（2017年11月1日、かんき出版）ISBN 9784761272968